# Villahermosa, Quintana Roo
Villahermosa är en ort i Mexiko.   Den ligger i kommunen Felipe Carrillo Puerto och delstaten Quintana Roo, i den östra delen av landet, 1 200 km öster om huvudstaden Mexico City. Villahermosa ligger 24 meter över havet och antalet invånare är 189.
Terrängen runt Villahermosa är mycket platt. Runt Villahermosa är det mycket glesbefolkat, med 4 invånare per kvadratkilometer. Närmaste större samhälle är San Silverio, 9,6 km norr om Villahermosa. I omgivningarna runt Villahermosa växer i huvudsak städsegrön lövskog.